# 醍醐忠順
醍醐 忠順（だいご ただおさ）は、江戸時代末期の公卿、廷臣。

## 概要
仁孝天皇（120代）・孝明天皇（121代）・明治天皇（122代）の三帝にわたり仕え、官位は正二位権大納言まで昇った。明治時代には政治家となり、特に初代大阪府知事として知られる。父は内大臣醍醐輝弘。母は関白鷹司政熙の娘。子に醍醐忠告、醍醐忠敬、一条忠貞、醍醐忠直、娘に好子（賀陽宮邦憲王妃）、親子（鶴殿忠善妻）がいる。

## 経歴
1820年に実子の忠善（忠順の兄にあたる）を喪い、跡継ぎがなかった輝弘であったが、10年後の天保元年（1830年）、その輝弘に待望の第二子である忠順が生まれた。翌天保2年（1831年）には家督を譲られて叙爵。以降清華家当主として速いスピードで累進し、侍従・左近衛権少将・左近衛権中将を経て、天保14年（1843年）に従三位となり、公卿に列する。（幼少期は隠居した輝弘が補佐をしていたものと思われる。）安政2年（1855年）の孝明天皇の遷幸に際しては御櫃中将として天皇に供奉。醍醐家は馬副4名、舎人2名、随身4名、雑色4名、傘1名の計15名を用意した。1859年に父・輝弘が亡くなった後、文久3年（1863年）に権大納言に任じられる。慶応元年（1865年）には踏歌節会内弁をつとめた。
明治新政府では参与をつとめ、慶応4年（明治元年）1月22日に大坂鎮台、27日に大坂裁判所総督に任命された。その後は初代大阪府知事となった。のちに華族に列した。旧清華家として侯爵に叙せられている。帝国議会開設に伴い、1890年（明治23年）2月、貴族院侯爵議員に就任し、死去するまで在任した。
晩年は隠居し、家督は長男・忠告（1848年 - 1896年）が病弱ということで次男・忠敬（1849年 - 1899年）が継いだが、1899年（明治32年）5月23日、この家督相続が原因となり、東京府麹町にある自身の邸宅にて子の忠敬が、甥の格太郎（忠告の子）に射殺され死亡するというスキャンダルが発生した。忠敬の嫡男・忠重はまだ幼少であったため、忠順が再度当主となったが、翌年忠順も亡くなった。墓所は青山霊園1-ロ-8。

## 家族
- 父：醍醐輝弘（1791年-1859年）
- 母：鷹司辰子 - 鷹司政熙の娘
- 妻：家女房 
  - 次男：醍醐忠敬（1849年-1899年）母は妾の澤氏（1831年? - 1888年3月15日 57年6ヶ月没）
- 妾：高島氏（? - 1881年3月9日）
- 生母不明の子女
  - 長男：醍醐忠告（1848年 - 1896年6月23日）
  - 三男：一条忠貞（1862年 - 1931年） - 公爵一条実良の婿養子
  - 長女：邦憲王妃好子（1865年 - 1941年） - 賀陽宮邦憲王妃
  - 次女：親子 - 鶴殿忠善室
  - 女子：一条輝子（1843年 - 1880年） - 一条忠香の養女、徳川慶喜婚約者、善慶正室
  - 男子：醍醐忠直（1874年7月3日 - 1966年5月12日）式部官、宮中顧問官等を歴任。実業家成瀬隆蔵の男・大児を養子とする。
  - 忠直妻：いね （1874年 - 、東京府人小菅智治の三女）
    - 忠直男：忠男（1908年11月20日夭折）
    - 忠直女：日野温子（1890年? - 1916年6月19日）
    - 忠直女：敏子（1893年 - ）- 政治家岡田治衛武の養女。
    - 忠直三女：英子（1898年? - 1914年7月2日）

## 系譜

### 醍醐家
醍醐家は、一条昭良の子である醍醐冬基を始祖とし、清華家の一つであった。

### 皇室との関係
後陽成天皇の男系七世子孫である。後陽成天皇の第九皇子で一条家を継いだ一条昭良の男系後裔。

詳細は皇別摂家#系図も参照のこと。

## 栄典
- 1884年（明治17年）7月7日 - 侯爵[4]